# Frédérique de Wurtemberg
Frédérique de Wurtemberg (en allemand : Friederike von Württemberg), princesse de Wurtemberg et, par son mariage, princesse d'Oldenbourg, est née le 27 juillet 1765 à Treptow an der Rega, en Prusse, et décédée le 24 novembre 1785 à Eutin. Fille du duc Frédéric II Eugène de Wurtemberg, elle est brièvement consort du régent d'Oldenbourg et prince-évêque de Lübeck Pierre-Frédéric de Holstein-Gottorp (juillet-novembre 1785).

## Famille
La princesse Frédérique est la fille du duc Frédéric II Eugène de Wurtemberg (1732-1797) et de son épouse la princesse Frédérique-Dorothée de Brandebourg-Schwedt (1736-1798). Par son père, elle descend du duc Charles Ier Alexandre de Wurtemberg (1684-1737) tandis que, par sa mère, elle a pour grand-père le margrave Frédéric-Guillaume de Brandebourg-Schwedt (1700-1771).
Le 6 juin 1781, la princesse Frédérique épouse le prince Pierre-Frédéric de Holstein-Gottorp (1755-1829), futur duc Pierre Ier d'Oldenbourg. Ce dernier est le fils du prince Georges-Louis de Holstein-Gottorp (1719-1763) et de la princesse Sophie de Schleswig-Holstein-Sonderbourg-Beck (1722-1763).
De ce mariage naissent deux enfants :
- Auguste Ier d'Oldenbourg (1783-1853), grand-duc d'Oldenbourg, qui s'unit successivement aux princesses Adélaïde d'Anhalt-Bernbourg-Schaumbourg-Hoym (1800-1820), Ida d'Anhalt-Bernbourg-Schaumbourg-Hoym (1804-1828) et Cécile de Suède (1807-1844) ;
- Georges d'Oldenbourg (1784-1812), prince d'Oldenbourg, qui épouse la grande-duchesse Catherine Pavlovna de Russie (1788-1819).

## Biographie
En 1781, la princesse Frédérique épouse le prince Pierre-Frédéric de Holstein-Gottorp. Ce dernier étant un proche parent du tsar Paul Ier, le mariage vise à renforcer les liens entre le duché de Wurtemberg et l'Empire russe.
Le 6 juillet 1785, Pierre-Frédéric devient prince-évêque laïc de Lübeck et régent du duché d'Oldenbourg, ce qui fait de son épouse une princesse consort de ces deux pays. Cependant, Frédérique s'éteint quelques mois plus tard en donnant naissance à un enfant mort-né. Devenu veuf, son époux ne se remarie jamais. Le couple repose au mausolée ducal d'Oldenbourg.